# Lista dos singles mais vendidos no Brasil em 1967
Esta lista contém os vinte singles mais vendidos no Brasil no ano de 1967. A lista foi publicada em janeiro de 1968 pela extinta revista Melodias, de acordo com pesquisa feita pela Rádio Nacional de São Paulo, e compreende os compactos simples mais vendidos nas lojas brasileiras durante o ano de 1967.

## Lista

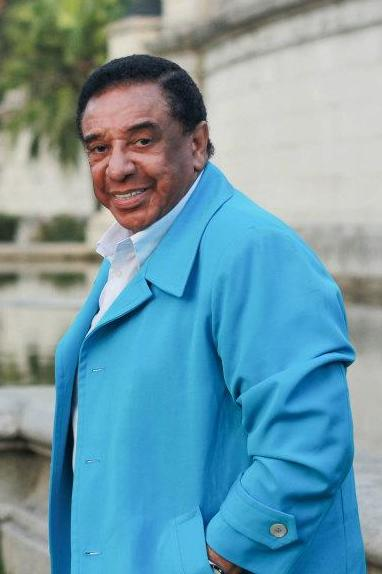
"Meu Grito", de Agnaldo Timóteo (na imagem), foi o single mais vendido do ano de 1967.

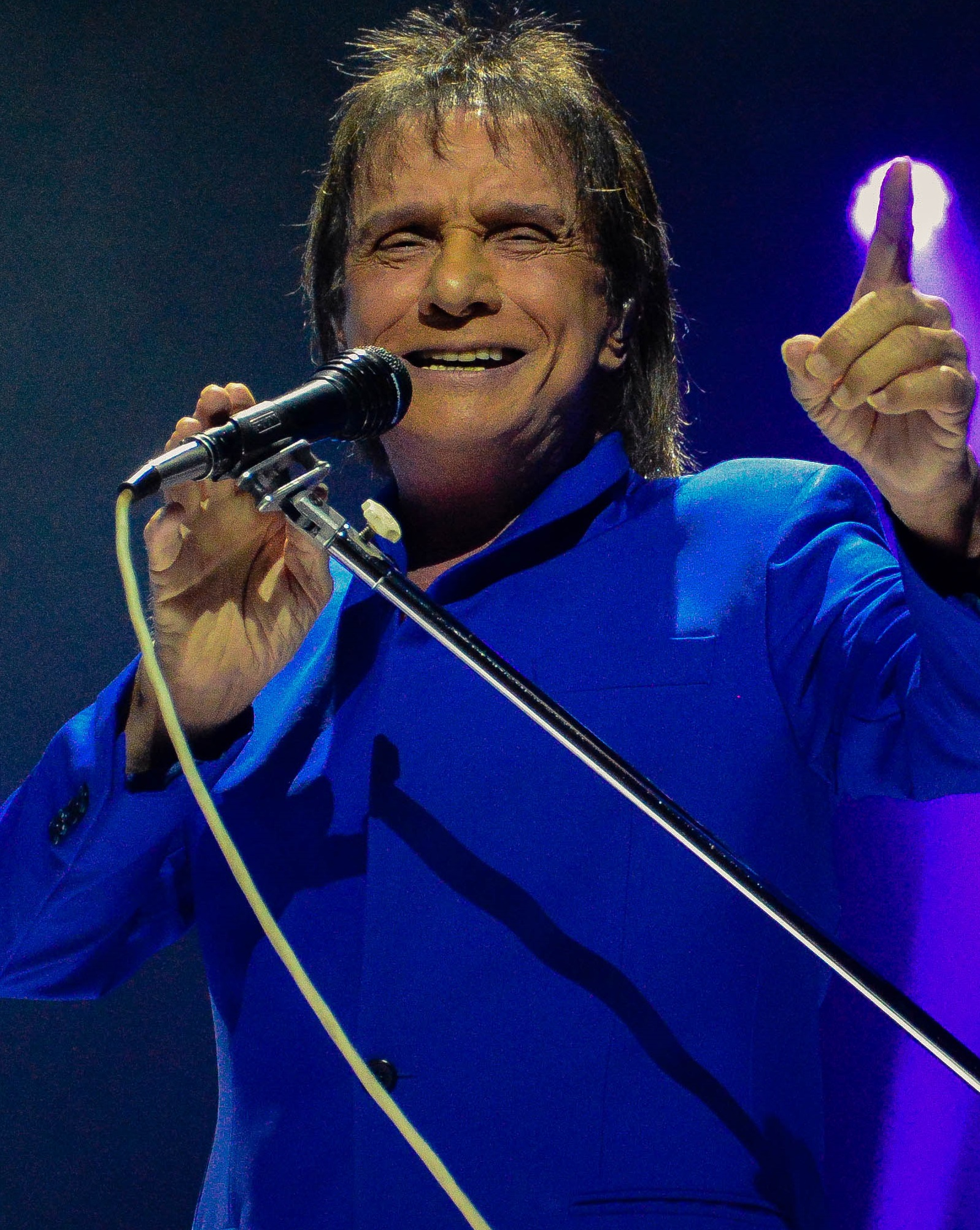
Roberto Carlos (na imagem) obteve dois singles entre os vinte mais vendidos: "Maria, Carnaval e Cinzas" e "Namoradinha de um Amigo Meu".

| Posição | Canção                                                           | Artista(s)            |
| ------- | ---------------------------------------------------------------- | --------------------- |
| 1       | "Meu Grito"                                                      | Agnaldo Timóteo       |
| 2       | "A Praça"                                                        | Ronnie Von            |
| 3       | "Black is Black"                                                 | Los Bravos            |
| 4       | "Coração de Papel"                                               | Sérgio Reis           |
| 5       | "Ébrio de Amor"                                                  | Lindomar Castilho     |
| 6       | "O Bom Rapaz"                                                    | Wanderley Cardoso     |
| 7       | "Eu Te Amo Mesmo Assim"                                          | Martinha              |
| 8       | "Bus Stop"                                                       | The Hollies           |
| 9       | "Poor Side of Town"                                              | Johnny Rivers         |
| 10      | "A Whiter Shade of Pale"                                         | Procol Harum          |
| 11      | "See You in September"                                           | The Happenings        |
| 12      | "Last Train to Clarksville"                                      | The Monkees           |
| 13      | "Acorda, Maria Bonita"                                           | Ary Cordovil          |
| 14      | "Máscara Negra"                                                  | Dalva de Oliveira     |
| 15      | "Guantanamera"                                                   | The Sandpipers        |
| 16      | "Súplica Cearense"                                               | Ary Lobo              |
| 17      | "Somethin' Stupid"                                               | Nancy & Frank Sinatra |
| 18      | "Maria, Carnaval e Cinzas"                                       | Roberto Carlos        |
| 19      | "Era um Garoto que Como Eu Amava os Beatles e os Rolling Stones" | Os Incríveis          |
| 20      | "Namoradinha de um Amigo Meu"                                    | Roberto Carlos        |